# Mastinomorphus ruficeps
Mastinomorphus ruficeps är en skalbaggsart som först beskrevs av Maurice Pic 1926.  Mastinomorphus ruficeps ingår i släktet Mastinomorphus och familjen Phengodidae. Inga underarter finns listade i Catalogue of Life.